# Балакиры
Балакиры (укр. Балакири) — село в Городокском районе Хмельницкой области Украины.
Население по переписи 2001 года составляло 431 человек. Почтовый индекс — 32051. Телефонный код — 3 251. Занимает площадь 0,66 км². Код КОАТУУ — 6821282202.

## Местный совет
32051, Хмельницкая обл., Городокский р-н, с. Жищинцы, ул. Грушевского, 10